# Бочче на літніх Паралімпійських іграх 2012
Змагання з бочче на літніх Паралімпійських іграх 2012 року пройшли у Виставковому центрі Лондона з 2 по 8 вересня 2012 року. У змаганнях взяли участь чоловіки та жінки.

## Класифікація
Спортсмени будуть класифіковані на різні групи в залежності від ступеня інвалідності. Система класифікації дозволяє спортсменам з однаковими порушеннями конкурувати на рівних.

Атлети класифікуються на такі групи:
- BC1: спортсмени з целебральним паралічем, який дозволяє вдарити або кинути м'яч
- BC2: спортсмени з целебральним паралічем, для яких кидати легше ніж для BC1
- BC3: спортсмени з целебральним паралічем, які не можуть самостійно кинути м'яч на 3 метри, а, отже, вимушені використовувати для цього рампу
- BC4: спортсмени з порушеннями, відмінними від целебрального параліча, що ускладнюють кидання м'яча

## Календар
| К | Кваліфікація | ¼ | Чвертьфінали | ½ | Півфінали | Т | Матч за 3-тє місце | Ф | Фінал |

| Раунд↓/Дата →   | Ср 29 | Чт 30 | Пт 31 | Сб 1 | Нд 2 | Пн 3 | Пн 3 | Вт 4 | Вт 4 | Ср 5 | Чт 6 | Пт 7 | Пт 7 | Сб 8 | Нд 9 |
| --------------- | ----- | ----- | ----- | ---- | ---- | ---- | ---- | ---- | ---- | ---- | ---- | ---- | ---- | ---- | ---- |
| BC1 одиночки    |       |       |       |      |      |      |      |      |      | К    | ¼    | ½    | Ф    | Ф    |      |
| BC2 одиночки    |       |       |       |      |      |      |      |      |      | К    | ¼    | ½    | Ф    | Ф    |      |
| BC3 одиночки    |       |       |       |      |      |      |      |      |      | К    | ¼    | ½    | Ф    | Ф    |      |
| BC4 одиночки    |       |       |       |      |      |      |      |      |      | К    | ¼    | ½    | Ф    | Ф    |      |
| BC3 пари        |       |       |       |      | К    | К    | ½    | Т    | Ф    |      |      |      |      |      |      |
| BC4 пари        |       |       |       |      | К    | К    | ½    | Т    | Ф    |      |      |      |      |      |      |
| BC1/BC2 команди |       |       |       |      | К    | К    | ½    | Т    | Ф    |      |      |      |      |      |      |

## Змагання
- BC1 одиночки
- BC2 одиночки
- BC3 одиночки
- BC4 одиночки
- BC3 пари
- BC4 пари
- BC1/BC2 команди

## Медальний залік
| Змагання        | Золото               | Срібло      | Бронза            |
| --------------- | -------------------- | ----------- | ----------------- |
| BC1 одиночки    | Паттая Тадтонг       | Девід Сміт  | Роджер Аандален   |
| BC2 одиночки    | Мас'єль Соуса Сантос | Ян Жицян    | Со-Йон Дзон       |
| BC3 одиночки    | Є-Дзін Чої           | Хо-Вон Дзон | Жозе Маседо       |
| BC4 одиночки    | Дірсеу Пінту         | Юансен Жен  | Елізеу дос Сантос |
| BC3 пари        | Греція               | Португалія  | Бельгія           |
| BC4 пари        | Бразилія             | Чехія       | Канада            |
| BC1/BC2 команди | Таїланд              | Китай       | Велика Британія   |

| Місце | Країна           | Золото | Срібло | Бронза | Всього |
| ----- | ---------------- | ------ | ------ | ------ | ------ |
| 1     | Бразилія         | 3      | 0      | 1      | 4      |
| 2     | Таїланд          | 2      | 0      | 0      | 2      |
| 3     | Республіка Корея | 1      | 1      | 2      | 4      |
| 4     | Греція           | 1      | 0      | 0      | 1      |
| 5     | Китай            | 0      | 3      | 0      | 3      |
| 6     | Велика Британія  | 0      | 1      | 1      | 2      |
| 6     | Португалія       | 0      | 1      | 1      | 2      |
| 8     | Чехія            | 0      | 1      | 0      | 1      |
| 10    | Бельгія          | 0      | 0      | 1      | 1      |
| 10    | Канада           | 0      | 0      | 1      | 1      |
| 10    | Норвегія         | 0      | 0      | 1      | 1      |